# Desigualtat de Cramér-Rao
En estadística, el llindar de Cramér-Rao (abreujada CRB per les seves sigles de l'anglès) o llindar inferior de Cramér-Rao (CRLB), anomenat així en honor de Harald Cramér i Calyampudi Radhakrishna Rao, expressa una cota inferior per a la variància d'un estimador no esbiaixat, basat en la informació de Fisher.
Estableix que la inversa multiplicativa de la informació de Fisher d'un paràmetre {\displaystyle \theta },{\displaystyle {\mathcal {I}}(\theta )}, és una cota inferior per a la variància d'un estimador no esbiaixat del paràmetre (denotat mitjançant {\displaystyle {\widehat {\theta }}}). {\displaystyle f} és la funció de versemblança.
{\displaystyle \mathrm {var} \left({\widehat {\theta }}\right)\geq {\frac {1}{{\mathcal {I}}(\theta )}}={\frac {1}{\mathrm {E} \left[\left[{\frac {\partial }{\partial \theta }}\log f(X;\theta )\right]^{2}\right]}}}
En alguns casos, no existeix un estimador no esbiaixats que pugui aconseguir aquest llindar inferior.
A aquesta cota la hi coneix també com la desigualtat de Cramér-Rao o com la desigualtat d'informació.

## Condicions de regularitat
La cota depèn de dues condicions de regularitat febles de la funció de densitat de probabilitat, {\displaystyle f(x;\theta )}, i de l'estimador :{\displaystyle T(X)}
- La informació de Fisher sempre està definida; en altres paraules, per a tot {\displaystyle x} tal que {\displaystyle f(x;\theta )>0},

{\displaystyle {\frac {\partial }{\partial \theta }}\ln f(x;\theta )}
és finit.
- Les operacions d'integració pel que fa a x i de diferenciació pel que fa a poden intercanviar-se en l'esperança de ; és a dir,{\displaystyle \theta }{\displaystyle T}

{\displaystyle {\frac {\partial }{\partial \theta }}\left[\int T(x)f(x;\theta )\,dx\right]=\int T(x)\left[{\frac {\partial }{\partial \theta }}f(x;\theta )\right]\,dx}
sempre que el membre dret de l'equació sigui finit.
En alguns casos, un estimador esbiaixat pot tenir tant variància com a error quadràtic mig per sota de la cota inferior de Cramér-Rao (la cota inferior s'aplica solament a estimadors no esbiaixats).
Si s'estén la segona condició de regularitat a la segona derivada, llavors es pot usar una forma alternativa de la informació de Fisher per obtenir una nova desigualtat de Cramér-Rao
{\displaystyle \mathrm {var} \left({\widehat {\theta }}\right)\geq {\frac {1}{{\mathcal {I}}(\theta )}}={\frac {1}{-\mathrm {E} \left[{\frac {d^{2}}{d\theta ^{2}}}\log f(X;\theta )\right]}}}
En alguns casos pot resultar més senzill prendre l'esperança pel que fa a la segona derivada que prendre-la respecte del quadrat de la primera derivada.

## Exemple

### Distribució normal multivariada
Pel cas d'una sistribució normal multivariant de dimensió d
{\displaystyle {\boldsymbol {x}}\sim N_{d}\left({\boldsymbol {\mu }}\left({\boldsymbol {\theta }}\right),C\left({\boldsymbol {\theta }}\right)\right)}
amb la funció de densitat de probabilitat
{\displaystyle f\left({\boldsymbol {x}};{\boldsymbol {\theta }}\right)={\frac {1}{\sqrt {(2\pi )^{d}\left|C\right|}}}\exp \left(-{\frac {1}{2}}\left({\boldsymbol {x}}-{\boldsymbol {\mu }}\right)^{T}C^{-1}\left({\boldsymbol {x}}-{\boldsymbol {\mu }}\right)\right),}
la matriu d'informació de Fisher té les entrades
{\displaystyle {\mathcal {I}}_{m,k}={\frac {\partial {\boldsymbol {\mu }}^{T}}{\partial \theta _{m}}}C^{-1}{\frac {\partial {\boldsymbol {\mu }}}{\partial \theta _{k}}}+{\frac {1}{2}}\mathrm {tr} \left(C^{-1}{\frac {\partial C}{\partial \theta _{m}}}C^{-1}{\frac {\partial C}{\partial \theta _{k}}}\right)}
on {\displaystyle tr} és la traça de la matriu.
En particular, si {\displaystyle w[n]} és soroll blanc gaussià (una mostra d'{\displaystyle N} observacions independents) amb variança coneguda {\displaystyle \sigma ^{2}}, és a dir,
{\displaystyle w[n]\sim \mathbb {N} _{N}\left({\boldsymbol {\mu }}(\theta ),\sigma ^{2}{\mathcal {I}}\right),}
i {\displaystyle \theta } és un escalar, aleshores la matriu d'informació de Fisher és de dimensió 1 × 1
{\displaystyle {\mathcal {I}}(\theta )=\left({\frac {\partial {\boldsymbol {\mu }}(\theta )}{\partial \theta _{m}}}\right)^{T}C^{-1}\left({\frac {\partial {\boldsymbol {\mu }}(\theta )}{\partial \theta _{k}}}\right)=\sum _{i=0}^{N}{\frac {1}{\sigma ^{2}}}={\frac {N}{\sigma ^{2}}},}
i per tant el llindar de Cramér-Rao és
{\displaystyle \mathrm {var} \left(\theta \right)\geq {\frac {\sigma ^{2}}{N}}.}